# Tenacious D
I Tenacious D sono un gruppo musicale formato dai due musicisti e attori statunitensi Jack Black e Kyle Gass. Sono principalmente noti per la loro fusione della musica rock con la commedia volgare. Il nome della band deriva dal termine Tenacious d utilizzato dai telecronisti dell'NBA ovvero l'abbreviazione di Tenacious defense (difesa tenace).

## Storia
Jack Black e Kyle Gass si incontrano per la prima volta a Los Angeles nel 1986 ma inizialmente i due non si vedono di buon occhio. Lavorando a stretto contatto però, iniziano a conoscersi meglio e nel giro di poco diventano amici stretti. Con Gass che tiene lezioni di chitarra a Black, i due pensano di formare un gruppo ma nonostante ciò tra il 1989 e il 1994 non tengono nessun concerto e non registrano nessun brano o album.
Il primo concerto si tiene nel 1994 in un bar dove il duo, dopo aver suonato la prima versione di Tribute, chiede al pubblico presente di scegliere il nome del gruppo visto che loro non erano riusciti a trovarne uno adatto: la scelta ricade su Tenacious D.
Nel 1997, il duo si fa conoscere al pubblico statunitense grazie alla miniserie TV prodotta da Bob Odenkirk ed a loro dedicata (Tenacious D appunto) trasmessa sul canale americano HBO. La serie è composta da solo 6 puntate da 10 minuti l'una ma tanto basta da dare al duo il successo sperato ed a spingerli a produrre il loro primo lavoro.
Il 2000 si rivela come l'anno della svolta per la loro carriera in quanto siglano (grazie anche alla crescente e discreta popolarità di Black come attore) un contratto con la Epic Records e l'anno seguente pubblicano il loro primo album omonimo Tenacious D. Nonostante Black e Gass si presentino come duo, l'album è registrato con una formazione da full band con la partecipazione del bassista Steve McDonald, il chitarrista Warren Fitzgerald dei The Vandals, il tastierista Page McConnell dei Phish e del cantante, polistrumentista e fondatore dei Foo Fighters Dave Grohl (ex-batterista dei Nirvana). La canzone Dio inoltre coglie l'attenzione di Ronnie James Dio (a cui la canzone per altro è ispirata), il quale decide di invitare il duo a prendere parte nel video del singolo Push.

### D Fun PakeThe Pick Of Destiny(2002-2006)
Dopo un lungo tour per promuovere il loro primo album, i Tenacious D pubblicano un EP di 4 tracce intitolato D Fun Pak contenente un intro parlata, le versioni acustiche di Jesus Ranch e Kyle Quit The Band e un remix di Mocean Worker di Explosivo.
Durante la scrittura di Tenacious D, Black e Gass scrivono anche una sceneggiatura per un possibile film dove il duo protagonista è impegnato per trovare un plettro sacro di una chitarra. Il progetto che inizialmente sembra non prendere piede a causa degli impegni cinematografici di Black, si materializza nel 2005 con l'inizio delle riprese e la registrazione della colonna sonora. Il film Tenacious D e il destino del rock (Tenacious D in The Pick Of Destiny) diretto da Liam Lynch esce nelle sale americane il 22 novembre 2006 ed in quelle italiane il 23 febbraio 2007. Nel film sono presenti anche numerosi cameo come quello di Ben Stiller (che è anche produttore del film), Ronnie James Dio nei panni di se stesso, Meat Loaf nel ruolo del padre di Jack Black, Tim Robbins e Dave Grohl nel ruolo di Satana. In concomitanza con l'uscita della pellicola, esce anche la colonna sonora che diventa a tutti gli effetti il secondo album del duo intitolato semplicemente The Pick of Destiny.
Nonostante la buona promozione sia del film che della colonna sonora, la pellicola risulta un fiasco al botteghino, ma non in termini di critica. L'album invece ottiene critiche miste, elogiando la comicità caratteristica della band ma risultando più blanda rispetto al precedente lavoro.
Dopo l'uscita dell'album, il duo insieme a John Konesky, John Spiker e Brooks Wackerman intraprende un tour mondiale che verrà registrato (nello specifico il concerto al Moore Theatre di Seattle) e pubblicato in The Complete Master Works 2.

### Pausa,Rize of the Fenixe Grammy Award (2007-2015)
Dopo il tour di The Pick of Destiny, i Tenacious D annunciano di volersi prendere una lunga pausa prima di tornare in studio e dal vivo. Dopo 4 anni di silenzio, il duo annuncia di aver completato le incisioni per il nuovo disco. Inizialmente intitolato Tenacious 3-D, il 15 maggio 2012 esce il terzo album in studio, pubblicato a 6 anni di distanza dal precedente ed intitolato Rize Of The Fenix. L'album riceve subito ottime critiche dalla stampa specializzata e ottiene un buon successo di vendite. Di nota è sicuramente la copertina dell'album: la fenice rossa in primo piano è in realtà un pene. Il 26 marzo dello stesso anno sul loro canale Vevo, su YouTube, viene pubblicato il cortometraggio To Be The Best, che vede la partecipazione di personaggi dello spettacolo quali Val Kilmer e Jimmy Kimmel. Poco dopo la pubblicazione dell'album, inizia il tour mondiale di promozione del disco che tocca anche l'Italia per un'unica data al Mediolanum Forum di Assago il 16 ottobre 2012.
Nel marzo del 2014, esce nei negozi l'album Ronnie James Dio - This Is Your Life dedicato al cantautore statunitense scomparso nel 2010 in cui i Tenacious D, grandi amici e fan di Dio, partecipano, incidendo la cover di The Last in Line che varrà al duo la vittoria del Grammy Award per la miglior interpretazione Metal nel 2015.

### LiveePost-Apocalypto(2016-2018)
Nel gennaio 2016, la band pubblica il suo primo album live intitolato Live che comprende 11 tracce tratte dalla leg europea del 2013 del tour promozionale di Rize of the Fenix. Successivamente, in estate, il duo intraprende un piccolo tour europeo che tocca principalmente i paesi scandinavi. Nel 2017, durante la promozione di Jumanji - Benvenuti nella giungla, Black parla ad una radio inglese del nuovo album affermando che i Tenacious D sono al lavoro su una serie animata e che il futuro quarto album si intitolerà Post-Apocalypto.
Nel settembre 2018, dopo l'approdo della band su Instagram e la pubblicazione di alcune foto promozionali, viene data l'ufficialità dell'uscita del disco per il 2 novembre dello stesso album, anticipato dall'uscita della serie animata esclusivamente su YouTube verso fine settembre. L'album è prodotto da John Spiker (bassista della band) e vede la partecipazione alla batteria del fondatore dei Foo Fighters Dave Grohl.

### Pausa e sospensione da ogni attività (2024-presente)
Il 17 luglio 2024 Jack Black annuncia la sospensione del tour australiano e di tutti i progetti della band a seguito della battuta di Kyle Gass sul tentato assassinio dell'ex  Presidente degli Stati Uniti Donald Trump avvenuto il 13 luglio.

## Formazione

### Membri ufficiali
- Jack Black - voce, chitarra ritmica (1993-presente)
- Kyle Gass - chitarra solista, cori (1993-presente)

### Turnisti
- John Konesky - chitarra elettrica ritmica e solista (2003-presente)
- John Spiker - basso, cori (2003-presente)
- Scott Seiver - batteria (2011-presente)
- Brooks Wackerman - batteria (2006-2015)

## Discografia

### Album in studio
- 2001 – Tenacious D
- 2006 – The Pick of Destiny
- 2012 – Rize of the Fenix
- 2018 – Post-Apocalypto

### Album dal vivo
- 2015 – Live

### EP
- 2002 – D Fun Pak
- 2012 – Jazz

### Singoli
- 2002 – Tribute
- 2002 – Wonderboy
- 2006 – POD
- 2006 – Training Medley
- 2012 – Rize of the Fenix
- 2019 – Don't Blow It, Kage
- 2020 – 5 Needs
- 2020 – Time Warp
- 2021 – You Never Give Me Your Money/The End
- 2022 – Tenacious D's The Who Medley
- 2023 – Video Games
- 2024 - ...Baby One More Time

## Videografia
- 2003 – The Complete Masterworks
- 2006 – Tenacious D e il destino del rock (Tenacious D in The Pick Of Destiny)
- 2008 – The Complete Masterworks 2
- 2025 – The Complete Masterworks 3